# HD 163296
HD 163296 — молодая звезда в созвездии Стрельца. Находится на расстоянии 331 светового года от Солнца. У звезды обнаружены три формирующиеся планеты.

## Характеристики
HD 163296 — звезда 6,85 видимой звёздной величины; её можно наблюдать с помощью бинокля или любительского телескопа. На небе она видна в западной части созвездия Стрельца, рядом со звездой μ Стрельца. Впервые в астрономической литературе упоминается в каталоге Генри Дрейпера, изданном в начале XX века. Это молодая звезда (возрастом около 4,4 миллиона лет) с формирующимся протопланетным диском. Она относится к типу звёзд Хербига (Ae/Be). Масса звезды составляет 1,9 массы Солнца. Это одна из ближайших к Солнцу звёзд Хербига. Как и большинство светил этого класса, HD 163296 является изолированной и не соотносится ни с каким ближайшим молекулярным облаком. Это объясняется тем, что её родительское облако полностью рассеялось. Окружающий звезду массивный диск (0,089 M☉) видим под углом 44° по отношению к наблюдателю. Он имеет радиус приблизительно 500 а.е. В 2018 году при помощи системы радиотелескопов ALMA были обнаружены три формирующиеся планеты в диске. Все они имеют массу от 0,6 до 1,3 массы Юпитера. Данное открытие поможет учёным лучше понять механизм образования планет. Столкновения планетезималей должны локально нагревать вещество и приводить к появлению спектральных сигналов соединений, которые в отсутствие возмущения находились бы в замороженном виде и не создавали заметного сигнала. Динамическое возбуждение планетезималей может привести к выделению переходных, неравновесных газовых частиц, таких как H2O, CO2, NH3 и CO в диске из-за сублимации льда во время ударов и из-за того, что возбуждённые планетезимали, являющиеся сверхзвуковыми по отношению к газу, могут вызывать ударные толчки в последнем, которые могут нагревать его и вызывать расширение его эмиссионных линий.